# Трудный возраст
«Трудный возраст» (укр. «Важкий вік») — дебютний студійний альбом російської співачки МакSим. Випущений 28 березня 2006 року. Альбом розійшовся тиражем понад 2.000.000 копій і отримав один золотий, п'ять платинових і два діамантових статусу в Росії.

## Тематика пісень
За словами самої МакSим, пісні альбому спочатку були розраховані на підліткову аудиторію:

| Звичайно ж, альбом «Важкий вік» я орієнтувала саме на важкий вік, на перехідний вік, на дітей, на підлітків. Але на концерт приходять люди абсолютно різного віку, різного характеру, в різних стилях одягу. І це дивно приємно[4]. Оригінальний текст (рос.) Конечно же, альбом «Трудный возраст» я ориентировала именно на трудный возраст, на переходный возраст, на детей, на подростков. Но на концерт приходят люди совершенно разного возраста, разного характера, в разных стилях одежды. И это удивительно приятно. |
У цьому ж інтерв'ю співачка сказала, що писала пісні для однієї конкретної людини, щоб він почув їх по радіо, не уточнюючи, кому саме. Виходячи з тексту заголовної композиції альбому, важкий вік - це 16 років.
Пісні альбому в більшості своїй не є автобіографічними. МакSим говорила в інтерв'ю про пісню «Трудный возраст», що:

| Пісня, я зізнаюся, не про мене і не про моїх знайомих. Це ж типова ситуація, і я намагалася уявити, що б було зі мною, якби я переживала таке[6]. Оригінальний текст (рос.) Песня, я признаюсь, не про меня и не про моих знакомых. Это же типичная ситуация, и я пыталась представить, что бы было со мной, если бы я переживала такое. |
За словами співачки, на альбомі кілька пісень, які описують її почуття і переживання, наприклад «Сантиметры дыхания» і «Знаешь ли ты». Інші пісні - це спостережні ситуації. За словами МакSим, сама особиста пісня на альбомі «Чи знаєш ти»:

| Пісня «Знаешь ли ты» - це сповідь. Вона вистраждана, в ній весь мій сумний життєвий досвід. Я довго не могла виконувати її на публіці[7]. Оригінальний текст (рос.) Песня «Знаешь ли ты» — это исповедь. Она выстрадана, в ней весь мой печальный жизненный опыт. Я долго не могла исполнять её на публике. |
Також МакSим згадувала, що пісня «Сон» написана дійсно про її сні:

| ...Пісня «Сон» - вона дійсно про мій сон. Хоча в ній нічого про сон не співається. А ось у сні я це побачила. Або «Сантиметры дыхания», - це теж про те, як я відчула своє ставлення до реальної людини[6]. Оригінальний текст (рос.) …песня «Сон» — она действительно про мой сон. Хотя в ней ничего про сон не поется. А вот во сне я это увидела. Или «Сантиметры дыхания», — это тоже про то, как я прочувствовала свое отношение к реальному человеку. |
Пісня «Ветром стать» навіяна творчістю Анни Ахматової і Марини Цвєтаєвої і зачіпає тему самогубства. За словами співачки:

| Напередодні я дійсно прочитала багато ахматовських віршів, мій настрій, внутрішній стан знайшли відображення у пісні «Ветром стать». У ній немає нічого схожого на творчість великої поетеси, скоріше, можна знайти мотиви віршів Цвєтаєвої. Мова в ній, нагадаю, йде про смерть, про самогубство. А цим більше «страждала» як раз-таки Цвєтаєва[7]. Оригінальний текст (рос.) Накануне я действительно прочла много ахматовских стихов, мое настроение, внутреннее состояние нашли отражение в песне «Ветром стать». В ней нет ничего похожего на творчество великой поэтессы, скорее, можно найти мотивы стихов Цветаевой. Речь в ней, напомню, идет о смерти, о самоубийстве. А этим больше «страдала» как раз-таки Цветаева. |

## Стиль
Більшість пісень на альбомі записані в стилі поп, проте, як це часто буває в цьому жанрі, на диску можна знайти вплив різних музичних стилів. У пісні «Трудный вохраст» помітно сильний вплив Європоп та сучасної російської денс-музики. У піснях «Сантиметры дыхания» і «Нежность» помітно вплив ритміки стилю R & B. «Пам-парам» заснована на ритмах хаус-музики. Деякі пісні поєднують в собі елементи року («Сон», «Отпускаю»). Пісня «Знаешь ли ты» - типова поп-балада в середньому темпі. У реміксі на пісню «Нежность» сильні елементи smooth jazz'a. У композиції «Небо цвета молока» з'являються риси етно-музики. В цілому альбом має сильне електронне звучання, велике використання синтезаторів і комп'ютерного програмування ударних.

## Промо-кампанія
Після виходу альбому починається масштабна промо-кампанія. МакSим дає більше сотні інтерв'ю як загальноросійським, так і місцевим засобам масової інформації. Одночасно з цим проходить її перший гастрольний тур, в ході якого співачка дає понад 100 концертів за термін трохи більше одного року. Тур починається 16 жовтня 2006 у Кірові. МакSим виступає в ЦО «Перемога» при повному аншлагу. Також співачка дає свій перший виступ в Москві в клубі «Тінь». За час туру МакSим також відвідує кілька публічних заходів. Виступає на «Пісні року» 9 грудня 2006. У травні 2007 вирушає в тур по Німеччині. 28-29 липня виступає на фестивалі «Нова хвиля» в Юрмалі. 21 листопада відвідує церемонію нагородження «Золотий грамофон» в Алма-Аті в Казахстані.

## Списки композицій

### Звичайне видання
| Номер запису | Назва                          | Тривалість | Автор(и)                               | Продюсер(и)                          |
| ------------ | ------------------------------ | ---------- | -------------------------------------- | ------------------------------------ |
| 1            | Трудный возраст                | 3:43       | МакSим                                 | Анатолій Стельмаченок                |
| 2            | Сантиметры дыханья             | 3:30       | МакSим                                 | Анатолій Стельмаченок                |
| 3            | Нежность                       | 3:19       | МакSим                                 | Анатолій Стельмаченок, Марат Паритов |
| 4            | Лолита                         | 4:11       | МакSим, Алсу Ішметова, Марат Паритов   | Марат Паритов                        |
| 5            | Сон                            | 3:23       | МакSим, Алсу Ішметова                  | Анатолій Стельмаченок                |
| 6            | Ветром стать                   | 3:12       | МакSим                                 | Анатолій Стельмаченок                |
| 7            | Отпускаю                       | 4:21       | МакSим, Алсу Ішметова                  | Анатолій Стельмаченок                |
| 8            | Пам-парам                      | 5:13       | МакSим, гурт «Pro-Z»                   | Гурт «Pro-Z»                         |
| 9            | Знаешь ли ты                   | 4:02       | МакSим                                 | Анатолій Стельмаченок                |
| 10           | Сантиметры дыханья (remix)     | 3:12       | -                                      | -                                    |
| 11           | Трудный возраст (slow version) | 3:01       | -                                      | -                                    |
| 12           | Нежность (remix acid-jazz)     | 4:35       | -                                      | -                                    |
| 13           | Небо цвета молока              | 1:33       | МакSим, Анатолій Стельмаченок, Яжевика | Анатолій Стельмаченок                |

### Подарункове видання
У подарунковому виданні до основного списку пісень було додано ще дві:
| Номер запису | Назва                         | Тривалість | Автор(и) | Продюсер(и)                   |
| ------------ | ----------------------------- | ---------- | -------- | ----------------------------- |
| 14           | Отпускаю (artifact radio mix) | 3.21       | -        | -                             |
| 15           | Нежность (R'n'B remix)        | 3.30       | -        | Анатолий Стельмаченок, МакSим |

## Комерційний успіх альбому
Альбом часто називають одним з найуспішніших релізів в Росії за останній час. Він отримав один Золотий статус, два Діамантових статусу і п'ять Платинових статусів, розійшовшись тиражем понад 1,5 мільйона копій. Три синглу з альбому очолювали загальний радіочарт країн СНД («Отпускаю», «Знаешь ли ты», «Ветром стать»).

### Нагороди та номінації
| Рік  | Нагорода                           | Номінована робота                     | Категорія                            | Результат |
| ---- | ---------------------------------- | ------------------------------------- | ------------------------------------ | --------- |
| 2006 | НФПФ                               | Альбом «Трудный возраст»              | Золотий диск                         | Перемога  |
| 2006 | Золотий Грамофон                   | «Нежность»                            | Статуетка «Золотого грамофона»       | Перемога  |
| 2006 | Золотий Грамофон (Санкт-Петербург) | «Нежность»                            | Статуетка «Золотого грамофона»       | Перемога  |
| 2006 | Золотий Грамофон (Казахстан)       | «Нежность»                            | Статуетка «Золотого грамофона»       | Перемога  |
| 2006 | Пісня року                         | «Нежность»                            | Диплом фестивалю                     | Перемога  |
| 2006 | НФПФ                               | Альбом «Трудный возраст»              | Платиновий диск                      | Перемога  |
| 2006 | НФПФ                               | Альбом «Трудный возраст»              | Діамантовий диск                     | Перемога  |
| 2007 | Золотий Грамофон                   | «Знаешь ли ты»                        | Статуетка «Золотого грамофона»       | Перемога  |
| 2007 | Золотий Грамофон (Санкт-Петербург) | «Знаешь ли ты»                        | Статуетка «Золотого грамофона»       | Перемога  |
| 2007 | Золотий Грамофон (Казахстан)       | «Знаешь ли ты»                        | Статуетка «Золотого грамофона»       | Перемога  |
| 2007 | Премія Муз-ТВ                      | «Нежность»                            | Найкращий рінгтон                    | Перемога  |
| 2007 | Премія Муз-ТВ                      | Альбом «Трудный возраст»              | Найкращий альбом                     | Номінація |
| 2007 | MTV Russian Music Awards           | «Знаешь ли ты»                        | Найкраща композиція                  | Номінація |
| 2007 | Премія Рекорд                      | Альбом «Трудный возраст»              | Найкращий дебют                      | Перемога  |
| 2007 | Премія Рекорд                      | Альбом «Трудный возраст»              | Найкращий альбом артистки            | Перемога  |
| 2007 | Премія Рекорд                      | «Знаешь ли ты»                        | Найкращий рінгбектон                 | Номінація |
| 2007 | Нові пісні про головне             | «Отпускаю»                            | Диплом фестивалю                     | Перемога  |
| 2008 | Премія Муз-ТВ                      | «Ветром стать»                        | Найкращий рінгтон                    | Номінація |
| 2008 | Премія Муз-ТВ                      | «Знаешь ли ты»                        | Найкращий рінгтон                    | Номінація |
| 2008 | Премія Муз-ТВ                      | Альбомы «Трудный возраст» i «Мой рай» | Спеціальний приз за найкращі продажі | Перемога  |
| 2008 | Премія Рекорд                      | «Знаешь ли ты»                        | Найкращий рінгбектон                 | Номінація |
| 2008 | Премія Рекорд                      | «Знаешь ли ты»                        | Найкращий радіохіт                   | Номінація |
| 2008 | Нові пісні про головне             | «Знаешь ли ты»                        | Диплом фестивалю                     | Перемога  |

## Подарункове видання
Подарункове видання включає два бонус-треки - ремікси на пісні «Отпускаю» і «Нежность». А також три відео - «Трудный возраст», «Нежность», «Отпускаю (повна версія)». Також до альбому вкладено постер. А в перші 5 тисяч примірників - ще й тимчасове татуювання, точна копія тієї, що є у співачки.

## Сингли
1. Трудный возрастПерший офіційний сингл з дебютного альбому співачки МакSим під однойменною назвою. Перша версія пісні з'явилася в ротації регіональних радіостанцій в січні 2003 року, пізніше, в червні 2005 року, була перевидана під назвою Трудный возраст (2005 version) і досягла 46 позиції протримавшись у сотні найкращих 8 тижнів. Влітку 2005 року на композицію був знятий відеокліп.
2. НежностьДругий офіційний сингл з альбому. Спочатку перша версія, що відрізняється від альбомної, була випущена в травні 2004 року. Композиція досягла 81 позиції в радіочарті і протрималася в сотні найкращих два тижні. Пізніше, вже в жовтні 2005 випускається друга версія пісні під назвою «Нежность (album edit)». Ця версія показала ще більш скромні результати досягнувши лише 178 позиції. Однак, пісню чекав величезний успіх на специфічному російськомовному ринку і в підсумку пісня протрималася 9 тижнів на першому місці в чарті «Російського Радіо». Також важливо відзначити, що композиція посіла 2 місце в Московському радіочарті, що виявилося важливим для співачки в комерційному плані, так як московський ринок продажів компакт-дисків займає 40% загальноросійського.
3. ОтпускаюТретій сингл з альбому. Вступив до радіо ефір у жовтні 2006 і зайняв лідируючу позицію, протримавшись на ній 4 тижні.
4. Знаешь ли тыЧетвертий офіційний сингл з альбому. Був випущений в лютому 2007 року і так само як попередній сингл зайняв перше місце (2 тижні). Відео на композицію виявилося одним з найбільш вдалих в кар'єрі співачки, а саму пісню прийнято вважати її візитною карткою.
5. Ветром статьП'ятий і фінальний сингл з альбому. Очолював Російський радіочарт 5 тижнів.

## Інші пісні
1. Сантиметры дыханияЛегка, мелодійна пісня співачки МакSим з альбому «Трудный возраст». Композиція була випущена як сингл співачкою самостійно, ще до підписання контракту з «Gala Records», потрапила в російський радіочарт і досягла 34 позиції. На пісню не був знятий відеокліп і не було проведено жодного додаткового промоушену.
2. ЛолитаЦя композиція не була випущена як сингл, однак потрапила в радіочарт, досягнувши 221 позиції.
3. СонПісня також не була офіційно випущена як сингл, але досягла 112 позиції в радіочарті.